# Regione di Nzérékoré
La regione di Nzérékoré è una delle otto regioni in cui è diviso lo Stato di Guinea. Capoluogo è la città di Nzérékoré. Confina con gli Stati di Sierra Leone, Liberia e Costa d'Avorio e con le regioni di Kankan e Faranah.
La regione è composta di 6 prefetture:
- Beyla
- Guéckédou
- Lola
- Macenta
- Nzérékoré
- Yomou